# 广西楚蛛
广西楚蛛（学名：Zygiella guangxiensis）为肖峭科楚蛛属的动物。在中国大陆，分布于广西等地。该物种的模式产地在广西上林、百色、宁明。其种加词“guangxiensis”意为“广西的”。